# Gunnar Bergh
Gunnar Bergh (Suecia, 20 de marzo de 1909-25 de enero de 1986) fue un atleta sueco especializado en la prueba de lanzamiento de disco, en la que consiguió ser medallista de bronce europeo en 1938.

## Carrera deportiva
En el Campeonato Europeo de Atletismo de 1938 ganó la medalla de bronce en el lanzamiento de disco, con una marca de 48.72 metros, siendo superado por el alemán Willy Schröder (oro con 49.70 metros) y el italiano Giorgio Oberweger (plata con 49.48 metros).